# Reise (Einheit)
Reise war in den Hallensern Salzwerken ein Volumenmaß und  bezeichnet eine Menge, die auf einmal aus einer Solequelle unter Beibehaltung einer Mindestqualität entnommen werden konnte. Zur Bestimmung der Ergiebigkeit war ein Zeitraum von drei bis vier Stunden vorgegeben.
- 1 Reise = 12 (große Reise) = 8 (kleine Reise) Eimer Sole

Der Begriff war auch an der Elbe bekannt. Hier entsprach eine Reise Holz einer Schiffsladung und wurde mit 40 Fuder angegeben. Übertragen bedeutete es bei Steine, Kalk usw. die Menge (Fuhre), die mit einmal fortbewegt werden konnte.